# Stuart MacKenzie
Stuart Alexander MacKenzie (ur. 5 kwietnia 1937 w Sydney, zm. 20 października 2020 w Taunton) – australijski wioślarz, srebrny medalista olimpijski.

## Kariera sportowa
Wystąpił na igrzyskach olimpijskich w Melbourne w 1956 roku, gdzie zdobył złoty medal w jedynkach. W finale o 5,2 sekundy wyprzedził go Wiaczesław Iwanow z ZSRR, a o 4,1 sekundy pokonał Johna Kelly'ego z USA. Był to jego jedyny start olimpijski.
W 1958 zdobył dwa medale igrzysk Imperium Brytyjskiego w Cardiff: złoto w jedynce i srebro w dwójce podwójnej.
Cztery lata później zdobył srebrny medal na mistrzostwach świata w Lucernie. Rozdzielił tam na podium Wiaczesława Iwanowa i Seymoura Cromwella z USA. 
Ponadto zwyciężał w jedynkach na mistrzostwach Europy w Duisburgu (1957) i mistrzostwach Europy w Poznaniu (1958).